# Уздин
Уздин (мађ. Újozora, рум. Uzdâni) је насеље у општини Ковачица, у Јужнобанатском округу, у Србији. Према попису из 2022. било је 1.628 становника.

## Географски положај
Уздин се налази северно од Ковачице, на удаљености од 10 км. Ово село припада Потамишким насељима и од ове реке је удаљено свега 5 км. Изграђен је на вишим деловима лесне заравни. Има повољне саобраћајне услове, јер је поред насеља изграђена пруга Панчево – Зрењанин – Кикинда, а кроз насеље пролази магистрални асфалтни пут истог правца. Атар овог банатског насеља се највећим својим делом простире на лесној заравни, мањим делом на лесној тераси, а најмањим делом у алувијалној равни. Коришћење ове три морфолошке целине, која су претешко прекривене различитим типовима и подтиповима плодног земљишта, уз савремених агротехничких мера вредни ратари Уздина постижу високе приносе у производњи најразноврснијих култура.

Уздин је сеоско насеље панонског типа. Правоугаоног је облика са истуреним деловима на југу према средишту општине Ковачица. Улице су широке и секу се под правим углом. Коловози су асфалтирани у већем броју улица. Између изграђених тротоара и коловоза простиру се травњаци и цвећњаци. Улични дрвореди и парк у центру насеља одају изузетан естетски изглед насеља.
Овде се налази Водица Воздвиженија часног крста у Уздину.

## Историја
Између 1660. и 1719. године на локацији данашњег места Уздина, налазила су се два блиско удаљена српска места: Велики и Мали Уздин. По аустријском попису из 1716. године Велики Уздин је имао 30 кућа, а Мали Уздин само 10. Иако су становници ослобођени од Турака, због високих намета нове државе, сви су се раселили. Остале су иза њих две пустаре истих назива као и села, погодне за испашу стоке. Средином 18 века ово насеље се помиње као пустара Бечкеречког округа под именом Велики и Мали Уздин, биле у власништву ерарских поседа, и издаване у закуп. Годинама је Мали Уздин држала у аренди породица Јеминовић из Опова. Затим је 1742. године део пустаре суседна општина Томашевац закупила предију "Мали Уздин" за 20 ф. Године 1767. ту пустару деле у закупу Уздинци и Томашевчани. Формирањем војне границе 1767. године насељава се једна чета 12 пука немачко-банске граничне пуковније на пустари, где је сада село Падина. Деценију касније уследило је пресељење на пустару близу реке Тамиша. Царски ревизор Ерлер констатује 1774. године, да се насеље зове Падина или Уздин, у Тамишком округу, граничарског статуса са већинским румунским становницима. Мали Уздин је тада још увек само пустара. Када је 1797. године пописан православни клир у Уздину су била четири свештеника. Пароси, поп Јован Шубоњ (рукоп. 1767) и поп Траил Теодоров (1772); први је говорио румунским језиком, а други се служио са српским и румунским језиком. Ђакони, Јован Теодоровић (1789) и Андреј Физешан (1789) су се разликовали по знању језика; први је говорио румунским, а други знао и српски и румунски језик.
Поновним насељавањем уздинских пустара од 1767. године највећи део становништва чине Румуни. Срби становници околних места противили су се том насељавању, јер су били колонизовани проблематични људи. Међу Уздинцима је заиста постојало неколико породица на лошем гласу , које су се бавиле криминалом (као занатом) тзв. "бекери". Бекери су починили много злочина у околини, имали су "дебели досије", и са њима су се власти тешко носиле. Неповерење између локалних Срба и Румуна је било на врхунцу у лето 1848. године. обележено бројним инцидентима. Због не пристајања Уздинаца Румуна да се прикључе српском покрету 1848. године, Срби под Дракулићем из перлеског војног логора напали су и опљачкали - покорили Уздин, 21. јула те године.. Уздинац Аћим Бура предао се 23. новембра 1848. године непријатељу код Томашевца - приступио Мађарима. Због тога је од стране Срба у томашевачком логору био пред војним судом осуђен за издају и стрељан.
Приликом Аустро-турског рата 1788. део ове јединице страда. За време Мађарске револуције 1848-1849 г. становништво Уздина морала је привремено да избегне пред Мађарима.
Након укидања банатске војне границе Уздин је ушао у састав ковачичког среза, Торонталске жупаније. Државна жупанијска власт је 1888. године у оквиру мађаризације дало општини нови назив - Uj Ozöra.
По државном попису православног клира из 1846. године у Уздину је живело 4.980 становника. Све црквене матичне књиге се воде од 1779. године. Свештенство чине Јован Јовановић и Трифон Босика, а капелан је Петар Јовановић. Народну школу похађа тада 480 ученика. Мушкој деци предаје учитељ Јован Мургул, а женску учи Амброзије Теодоровић.
У попису 1910 г. ово банатско село је већ имало 1.178 настањених кућа, у којима је живео 5.581 становник. У исто време изграђена је и Железничка пруга Бечкерек – Панчево, што је битно убрзало привредни развој насеља. Становништво У квантитативном кретању становништва од 1869 до 1981 г. у Уздину се запажају значајне промене. Највећи број становника ово насеље је имало 1890 - 5.935 становника. Од тада па до последње пописне године број становника је у постепеном и непрекидном опадању. Основни разлози сталног опадања су емиграциони процеси. Емиграције су биле развијене и пре Другог светског рата, а након ослобођења оне су се још више развиле.
Постанак новог насеља Уздина је у уској вези са постанком војне крајине, која је бранила Банат, имајући за границу Дунав, од Титела до Оршаве и Карансебеша, и која је била брана за даље надирање Турака. Аустријски маршал Франческо је 1724. године, поред Срба, колонизирао и Румуне, који су се бежећи испред Турског јарма, спуштали преко Трансилванских Алпа у плодну Банатску равницу. Колонизовано румунско становништво прво је насељено на месту данашњег места (тада пустаре) Падине око 1767. Прелазак на данашњу локацију села Уздина, уследио је због неповољних услова за живот (недостатка воде) 1776.
Идући летњим путем према Падини на удаљености од 1 км. одмах испод узвишења Ђал налази се подигнут велики дрвени крст (висине 3м) Како нам је испричао данашњи Уздински свештеник Миклеа Теодор, на овом месту се одиграла велика битка за време Аустро-Турског рата, где је, у тој бици изгинуо велики број Уздинаца (1788. г.). Место на коме се налази данашњи Уздин, је њихова трећа локација, где се његово насељавање почело 1801. године. После укидања војне границе (1872. године) Уздин долази под Мађарску административну власт, која траје све до завршетка И св. рата. Становништво Војводине румунске националности углавном је било смештено у Банату.
Према попису становника из 1921. године у Банату је било 72.377 становника румунске националности. Интересантно је да се међу банатским Румунима после Другог св. рата није осетила значајније револуционарно расположење (као што је то било у Фаркаждину и Падини), а разлог је вероватно тај што је у току била разграничење са Румунијом и које је трајало скоро пет година. (1919-1923). По попису становника из 1921. године Уздин је имао 5.340 становника и 1.161 домаћинство.
Становништво је углавном било румунске националности и бавило се пре свега сточарством и земљорадњом. Немци су били углавном занатлије, ређе трговци. Трговином су се бавили уједињени Срби и Цинцари, а касније и Јевреји.
Срба је међутим било од оснивања села, тек неколико процената, али то су били богати и напредни људи - сложни трговци. Најпознатији у тој српској трговачкој групи у Уздину је Тодор Максимовић, који је са супругом Аном, при Матици српској у Новом Саду 1883. основао:"Задужбину Тодора и Ане Максимовић". Реч је о стипендијском фонду за два студента, чије је Основно писмо донела Матица српска 1906. Уздински трговац Јован Георгијевић је био најчитанији у селу, јер је у првој половини 19. века најпознатији, редовни купац неколико десетина наслова књига у Панчеву. Његов син (или синовац?) Георгије Георгијевић рођен 1814. године, направио је војничку каријеру, коју је крунисао генералским чином у аустријској војсци.
Када је укинута банатска војна граница 1873. године је у Уздину избројано: 84 Швабе (Немца), 24 Србина и 5.230 Румуна. Укупно је тада у месту било 5.338 становника. Године 1905. у Уздину насељу у Торонталској жупанији било је само 50 православних Срба.
Уздин данас као ни у целом Ковачичком срезу није било приватне велепоседничке земље. Једино је општина Уздин имала нешто више земље (ужи максимум 100.кј.) која је била погодна за експропријацију у сврхе аграрне реформе. Тако је, већ по ступању на снагу претходних одредби за припрему аграрне реформе (10. априла 1919. године)
 Министарство за аграрну реформу издавало мештанима Уздина земљу у закуп (као закуподавац) где је у почетку као новчана јединица плаћања била круна. После дужих преговора са општинским властима, у Уздину, крајем 1924. године донета је одлука да досељеници из Мађарске подигну себи нову колонију на Уздинском пашњаку површине од око 60 катастарско јутро. Оваквој одлуци аграрних власти супротставили су се и мештани и општинске власти Уздина. У атару Уздина 1924. године никло је мало село, колонија Срба оптаната из Мађарске и колониста из краљевине, које је добило име Путниково.

### Привреда
Бројни трговци пре свега Срби и Цинцари су средином 19. века трговали на велико и извозили храну лађама. Товарене су лађе житарицама на Тамишу,које су затим носиле товаре низ Тамиш до Панчева, па уз Дунав и Саву до Хрватске. По једном извештају из 1859. године забележено је 7 "купеца" или трговаца храном. Године 1869. постојало је јако Трговачко удружење у Уздину, које чине окупљени трговци различитих нација.
Тражили су уздински шпекуланти априла 1874. године право за одржавање вашара, у терминима: 10-12. мај и 12-14. септембар. То им није удовољено до 1892. године, када су могли да одрже два годишња вашара. То су 1923. године били кориговани термини: 4-5. маја и 21-22. новембра, а недељна пијаца средом. Од 1893. године почело је организовање штедионица у Уздину. Тако је те године основан чисто румунски кредитни завод: "Конкордија" - Прва Уздинска штедионица као деоничарско друштво. Исте године су виђени Уздинци свих нација, пре свега Срби и Румуни, основали другу месну штедионицу под фирмом "Торонталска Уздинска шпар каса за кредитирање".
Уздин је типично војвођанско насеље у којем основно занимање становништва чине ратарство и сточарство. Пољопривредна производња је организована на индивидуалним и друштвеним поседима. Упоредо са ратарском и сточарском производњом, изградњом рибњака становници Уздина остварују и успешну производњу слатководне рибе. Велико пространство шуме и питома река Тамиш пружају веома повољне природне услове за даљи развој лова и риболова, за развој ловног и риболовног, излетничког, транзитног туризма.

#### Културни живот
Споменик палим жртвама у Другом светском рату са спомен чесмом, такође се налази у средишту насеља. Дом културе ”Доина” остварује веома значајне резултате у области културе. Први задаци културног уметничког стваралаштва јављају се у Уздину још 1898. године. Тада је формирано прво хорско друштво у насељу. У 1961. години оснива се секција наивних сликарки у Уздину.

Године 1963. у оквиру Дома културе оснива се галерија наивног сликарства.
Уздинске наивне сликарке Ануика Маран, Флорика Пуја, Марија Балан, Флорика Кец, Софија Доклеан, Мариоара Моторозеску, Ана Онцу, Виорика Лепуре, Софија Јонаску, Ануца Долама, Стелута Царан, Стелута Ђура, Петру Мезин...достигли су највећи домет у наивном сликарству и своја платна излажу у највећим светским галеријама. Ове вредне и успешне сликарке до сада су излагале у бројним европским и светским градовима и метрополама: Њујорк, Вашингтон, Мадрид, Минхен, Венеција, Гетеборг, Милан, Темишвар, Беч, Рим, Стокхолм, Београд, Загреб...
Постојао је обичај да се недељом и празником излази у коло "жок", којим су спајани врло млади вереници.

#### Духовни живот
Пошто је Уздин доминантно насељен Румунима, доминантна вера је православна. Овде се налази Румунска православна црква Светог Георгија у Уздину, која је подигнута 1801. године од стране досељених Румуна. Спада у највеће и најраскошније храмове Румунске православне цркве у Војводини, и данас јединствени храм у целом православљу, са иконостасом у бидермајер стилу. Након што је делимично страдала у пожару 1850. године, када је изгорео торањ и дрвена кровна конструкција, црква је обновљена 1883. Иконостас, који није оштећен у пожару, осликао је од 1833. до 1836. године познати сликар Константин Данило, један од најистакнутијих представника бидермајера, стила који су српске и румунски уметници научили у Бечу, а који се везује првенствено за портретско сликарство.

## Демографија
У насељу Уздин живи 1.985 пунолетних становника, а просечна старост становништва износи 41,9 година (40,4 код мушкараца и 43,5 код жена). У насељу има 846 домаћинстава, а просечан број чланова по домаћинству је 2,40.
Ово насеље је углавном насељено Румунима (према попису из 2002. године), а у последња три пописа, примећен је пад у броју становника.
|  |

| Демографија | Демографија | Демографија |
| Година      | Становника  | Становника  |
| ----------- | ----------- | ----------- |
| 1948.       | 4.808       |             |
| 1953.       | 4.722       |             |
| 1961.       | 4.593       |             |
| 1971.       | 4.202       |             |
| 1981.       | 3.885       |             |
| 1991.       | 3.099       | 2.895       |
| 2002.       | 2.498       | 2.760       |
| 2011.       | 2.029       |             |

| Етнички састав према попису из 2002.‍ | Етнички састав према попису из 2002.‍ | Етнички састав према попису из 2002.‍ | Етнички састав према попису из 2002.‍ | Етнички састав према попису из 2002.‍ |
| ------------------------------------ | ------------------------------------ | ------------------------------------ | ------------------------------------ | ------------------------------------ |
|                                      |                                      |                                      |                                      |                                      |
| Румуни                               | Румуни                               |                                      | 1.909                                | 76,42%                               |
| Срби                                 | Срби                                 |                                      | 349                                  | 13,97%                               |
| Роми                                 | Роми                                 |                                      | 76                                   | 3,04%                                |
| Словаци                              | Словаци                              |                                      | 30                                   | 1,20%                                |
| Југословени                          | Југословени                          |                                      | 22                                   | 0,88%                                |
| Мађари                               | Мађари                               |                                      | 17                                   | 0,68%                                |
| Власи                                | Власи                                |                                      | 7                                    | 0,28%                                |
| Црногорци                            | Црногорци                            |                                      | 3                                    | 0,12%                                |
| Хрвати                               | Хрвати                               |                                      | 3                                    | 0,12%                                |
| Немци                                | Немци                                |                                      | 3                                    | 0,12%                                |
| Албанци                              | Албанци                              |                                      | 2                                    | 0,08%                                |
| Русини                               | Русини                               |                                      | 1                                    | 0,04%                                |
| Македонци                            | Македонци                            |                                      | 1                                    | 0,04%                                |
| непознато                            | непознато                            |                                      | 12                                   | 0,48%                                |

| Година пописа     | 1948. | 1953. | 1961. | 1971. | 1981. | 1991. | 2002. |
| ----------------- | ----- | ----- | ----- | ----- | ----- | ----- | ----- |
| Број домаћинстава | 1.187 | 1.178 | 1.210 | 1.137 | 1.121 | 951   | 846   |

| Број чланова      | 1   | 2   | 3   | 4   | 5  | 6  | 7  | 8 | 9 | 10 и више | Просек |
| ----------------- | --- | --- | --- | --- | -- | -- | -- | - | - | --------- | ------ |
| Број домаћинстава | 190 | 224 | 137 | 153 | 73 | 39 | 19 | 3 | 5 | 3         | 2,95   |

| Пол    | Укупно | Неожењен/Неудата | Ожењен/Удата | Удовац/Удовица | Разведен/Разведена | Непознато |
| ------ | ------ | ---------------- | ------------ | -------------- | ------------------ | --------- |
| Мушки  | 1.032  | 245              | 675          | 87             | 23                 | 2         |
| Женски | 1.046  | 158              | 662          | 200            | 19                 | 7         |
| УКУПНО | 2.078  | 403              | 1.337        | 287            | 42                 | 9         |

| Пол    | Укупно                    | Пољопривреда, лов и шумарство | Рибарство                            | Вађење руде и камена | Прерађивачка индустрија       |
| ------ | ------------------------- | ----------------------------- | ------------------------------------ | -------------------- | ----------------------------- |
| Мушки  | 613                       | 426                           | 24                                   | 0                    | 48                            |
| Женски | 311                       | 208                           | 3                                    | 0                    | 16                            |
| УКУПНО | 924                       | 634                           | 27                                   | 0                    | 64                            |
| Пол    | Производња и снабдевање   | Грађевинарство                | Трговина                             | Хотели и ресторани   | Саобраћај, складиштење и везе |
| Мушки  | 2                         | 13                            | 21                                   | 7                    | 5                             |
| Женски | 0                         | 0                             | 22                                   | 4                    | 0                             |
| УКУПНО | 2                         | 13                            | 43                                   | 11                   | 5                             |
| Пол    | Финансијско посредовање   | Некретнине                    | Државна управа и одбрана             | Образовање           | Здравствени и социјални рад   |
| Мушки  | 4                         | 3                             | 14                                   | 20                   | 9                             |
| Женски | 6                         | 1                             | 9                                    | 21                   | 20                            |
| УКУПНО | 10                        | 4                             | 23                                   | 41                   | 29                            |
| Пол    | Остале услужне активности | Приватна домаћинства          | Екстериторијалне организације и тела | Непознато            | Непознато                     |
| Мушки  | 9                         | 0                             | 0                                    | 8                    | 8                             |
| Женски | 0                         | 1                             | 0                                    | 0                    | 0                             |
| УКУПНО | 9                         | 1                             | 0                                    | 8                    | 8                             |